# Dilemma di Triffin
Il dilemma di Triffin (o paradosso di Triffin) è una teoria economica riguardante gli effetti dell'adozione di una moneta come valuta di riserva su scala internazionale. Secondo questa teoria, una siffatta situazione può causare, per il paese che emette quella determinata valuta, dei conflitti di interesse tra gli obiettivi interni a breve termine, e quelli internazionali a lungo termine (come sarebbe avvenuto nel caso del cosiddetto Petrodollaro).
La teoria, elaborata dall'economista belga-statunitense Robert Triffin nel 1960, mette in evidenza la situazione in cui si trova una nazione che desidera mantenere la propria moneta come valuta di riserva mondiale, il dover essere disposta a fornire, alle altre nazioni, un apporto supplementare di moneta proprio per soddisfare la loro domanda di valuta di riserva, causando quindi un deficit della bilancia dei pagamenti, in particolare in conto corrente (che registra le transazioni internazionali in merci e servizi, redditi e trasferimenti, che non rappresentino un'attività finanziaria, come ad esempio per le materie prime).
Per esempio, nel caso del Dollaro statunitense si verifica una situazione in cui alcuni obiettivi richiedono un flusso globale di dollari fuori dagli Stati Uniti d'America, mentre altri richiedono un flusso globale di dollari negli Stati Uniti.
Il paese che emette moneta internazionale deve quindi accettare crescenti disavanzi delle partite correnti al fine di soddisfare la domanda mondiale di valuta di riserva, ma nello stesso tempo i crescenti deficit indeboliscono la fiducia nella solidità della moneta nazionale usata come riserva standard internazionale. I paesi che debbono usarla, come ad esempio quelli con scarse risorse naturali, eserciteranno una forte domanda di valuta di riserva per poter pagare le transazioni con i paesi produttori di risorse. Questi ultimi investiranno in azioni e titoli di stato del paese emettitore, quindi i dollari emessi non si presentano al cambio, condizionando il valore del dollaro sulle altre monete.
Il dilemma di Triffin è usato per articolare i problemi con il ruolo del dollaro come valuta di riserva sotto il sistema di Bretton Woods, e, più in generale, vale con qualsiasi moneta nazionale utilizzata come valuta di riserva internazionale, fenomeno definito dollarizzazione. Attualmente il dollaro resta la principale valuta di riserva. Secondo l'economista Paul Samuelson, la richiesta di dollari all'estero permette agli Stati Uniti di mantenere un persistente deficit commerciale senza la contropartita di un deprezzamento della valuta o un raggiustamento dei flussi commerciali: infatti, il dollaro non si è svalutato nella misura prevista. Il tasso di cambio con le altre monete è poco sensibile a questo deficit della bilancia commerciale se commisurato a quanto ammonta il saldo esportazioni-importazioni.

## L'applicabilità durante l'era di Bretton Woods (dal 1944 al 1971)
Grazie alla grande quantità di denaro che scorre fuori dal paese attraverso il Piano Marshall, al bilancio militare degli Stati Uniti e al bilancio estero USA, il numero dei dollari in circolazione ha cominciato a superare la quantità di oro che li sosteneva nel 1959.
Nel 1960, un'oncia (31,103 grammi) d'oro potrà essere scambiata per 40 dollari a Londra, mentre il prezzo negli USA sarà di $ 35, ossia la convertibilità stabilita a Bretton Woods. Questa differenza mostra che gli investitori sapevano che il dollaro era sopravvalutato e che questo squilibrio sarebbe terminato.
Si propose una prima soluzione al dilemma di Triffin per gli Stati Uniti: ridurre il numero dei dollari in circolazione attraverso il taglio del deficit e aumentare i tassi di interesse per attirare investimenti in dollari verso il paese, in modo da compensare l'emorragia derivante dal mantenimento di una moneta di riserva. Entrambe queste strategie, tuttavia, trascinano l'economia americana in recessione, una prospettiva che il presidente John F. Kennedy voleva evitare, e decide di firmare un ordine esecutivo (11110 del 4 giugno 1963) che permette al Tesoro degli Stati Uniti emissioni monetarie garantite in argento, detti dollari d'argento, fuori dal controllo della Federal Reserve e dal suo diritto di signoraggio.
Questo avrebbe creato una forma di concorrenza, come valuta di riserva, al sopravvalutato Dollaro USA (o Note Federal Reserve). Come previsto dalla Legge di Gresham (teoria all'origine del fallimento dei sistemi monetari bimetallici), il dollaro d'argento è stato scarsamente usato e l'esperienza non venne più ripetuta da nessun altro presidente degli Stati Uniti.
Per mantenere il sistema di Bretton Woods e di esercitare un controllo sul tasso di cambio dell'oro, gli Stati Uniti avviano la creazione del pool dell'oro di Londra (8 Banche centrali si impegnavano a difendere un prezzo dell'oro di US $ 35) e gli Accordi Generali di Prestito (in inglese General Arrangements to Borrow o GAB) nel 1961 che ha sostenuto il sistema fino al 1967 quando la corsa ritiro dell'oro sul mercato di Londra e la svalutazione della sterlina hanno preceduto il crollo del sistema.

## Lo shock di Nixon
Il 15 agosto 1971 Richard Nixon sospende la convertibilità del dollaro in oro e chiede al consiglio del F.M.I una riforma d'insieme mettendo in discussione il sistema aureo. Gli USA, a causa del loro deficit, dovevano rimborsare in oro i dollari, questo provocava un'emorragia delle loro riserve auree. Se la situazione fosse restata così, ci sarebbe stato l'obbligo di un maggior rigore di bilancio, ma la demonetizzazione dell'oro permise agli USA e ad altri paesi di conservare un deficit in maniera regolare. A seguito dell'annuncio - noto come il "Nixon shock" - che il dollaro non poteva più essere scambiato per oro, la "Gold window" venne chiusa. Legare una moneta all'oro risultava quindi riduttivo per le nazioni che imponevano la loro moneta su singoli mercati, per la sua scarsità (se commisurato alla domanda di moneta), e si diffondeva inoltre l'idea che la moneta circolava perché legata alla fiducia dei suoi utenti più che alle riserve auree o di altra natura.
Al fine di mantenere l'equilibrio di Bretton Woods e il tasso di cambio tra dollaro e oro, gli Stati Uniti si trovarono di fronte a due scelte non conciliabili:
- mantenere una bilancia dei pagamenti di conto corrente in deficit per fornire liquidità per la conversione dell'oro in dollari USA. Con più dollari nel sistema, il cittadino aveva cominciato a speculare, pensando che il dollaro USA fosse sopravvalutato. Ciò significava che gli Stati Uniti avevano meno oro quando la gente iniziò a convertire i dollari USA in oro con la possibilità di reperirlo oltre oceano. Con meno oro nel paese ci furono ulteriori speculazioni.
- ottenere un surplus della bilancia dei pagamenti di conto corrente per mantenere la fiducia nel dollaro statunitense.

Quindi gli Stati Uniti si trovarono di fronte a un dilemma, poiché non è possibile ottenere un saldo della bilancia dei pagamenti di conto corrente in deficit (per mantenere la richiesta di moneta dall'estero) e surplus (per mantenere la fiducia nella moneta) allo stesso tempo.

## Implicazioni nella crisi economica del 2008
Sulla scia della crisi finanziaria del 2007-2008, il governatore della Banca Popolare Cinese Zhou Xiaochuan ricorda il dilemma Triffin come la causa principale del disordine economico in un discorso intitolato "La riforma del sistema monetario internazionale". Il discorso di Zhou Xiaochuan del 29 marzo 2009 propone di rafforzare i controlli globali esistenti sulla moneta attraverso il Fondo Monetario Internazionale.
Ciò comporterebbe un graduale passaggio dal dollaro statunitense come valuta di riserva verso l'uso di Diritti speciali di prelievo (in inglese Special Drawing Rights) come valuta di riserva globale svincolata da singole istituzioni statali emittenti ed affidata pienamente al controllo del Fondo Monetario Internazionale. La stessa conclusione è tratta da uno studio condotto da una commissione di esperti ONU.
Zhou sostiene che una delle ragioni per la rottura dell'originario sistema di Bretton Woods era stato il rifiuto di adottare la moneta proposta da John Maynard Keynes, denominata "Bancor", che sarebbe stata una moneta speciale internazionale da usare al posto del dollaro USA.
Economisti americani, come J. Bradford DeLong, concordano sul fatto che quasi ogni proposta di Keynes, bocciata dagli americani durante i negoziati di Bretton Woods, si sia in seguito dimostrata corretta sulla base degli eventi.

## Diritti speciali di prelievo
La proposta di Zhou ha attirato molta attenzione internazionale; in un articolo del novembre 2009 pubblicato nella rivista Foreign Affairs, l'economista Fred C. Bergsten ha sostenuto che il suggerimento di Zhou o un cambio simile del sistema monetario internazionale, sarebbe nell'interesse sia degli Stati Uniti che del resto del mondo.
Mentre la proposta di Zhou non è stato ancora adottata, i leader riuniti nel mese di aprile 2009 al vertice del G-20 di Londra hanno accettato l'emissione di 250 miliardi di DSP coniati dal FMI, da distribuire a tutti i soci FMI sulla base dei diritti di voto di ciascun paese.
I Diritti speciali di prelievo (DSP) sono particolari unità di conto, il cui valore è basato su un paniere composto delle cinque principali valute (secondo i seguenti pesi: 43% dollaro USA, 29% euro, 12% renminbi cinese, 7% yen, 7% sterlina inglese) e sono assegnati a ciascuno dei 190 paesi aderenti al FMI in proporzione alle loro quote di partecipazione. Lo scopo principale dei DSP era rimpiazzare l'oro nelle transazioni internazionali: per questo i Diritti Speciali di Prelievo sono definiti anche paper gold, ma a differenza della moneta merce (commodity money), il legame dei DSP con le monete che ne costituiscono il valore è solo indiretto, poiché la loro esistenza è determinata soltanto in base ad un accordo associativo (le quote di partecipazione).
Qualsiasi paese del FMI che registri un deficit può cedere i DSP di cui è in possesso ad un altro paese che è obbligato ad accettarli, cedendo in cambio propria valuta. Entro certi limiti (pari a tre volte la quota netta assegnata) gli squilibri commerciali possono essere corretti da un paese senza far ricorso alle riserve accumulate o all'indebitamento estero e i DSP nella sostanza hanno lo stesso ruolo che riveste un'apertura di credito da parte di una banca. Con la loro istituzione il FMI accettò sostanzialmente il principio che la creazione e la gestione della liquidità internazionale non possono essere affidate interamente alle politiche dei paesi che per determinate circostanze si trovano ad emettere la moneta accettata come riserva internazionale, ma devono essere governate da istituzioni internazionali che rispondono ad una logica di cooperazione.
IL FMI in prospettiva dovrebbe assumere il ruolo di una stanza di compensazione (così come Keynes stesso aveva inizialmente proposto), dotata di una propria unità di conto, i DSP appunto, utilizzata esclusivamente per le transazioni internazionali.
Il 13 aprile 2010, lo "Strategy, Policy and Review Department" del Fondo Monetario Internazionale ha pubblicato un rapporto completo sull'esame di questi problemi di cui sopra, nonché altre considerazioni sulla riserva mondiale di valuta, raccomandando che il mondo adotti una moneta globale analoga al Bancor e che una banca centrale globale venga stabilita per amministrare una tale valuta. In questo rapporto, i problemi attuali di avere una moneta nazionale di riserva globale trovano soluzione. Difficoltà, merito, ed efficacia di un sistema multi-valuta di riserva sono confrontati con quello del DSP, o strategia della "valuta paniere", e quelli della creazione di una nuova "moneta di riserva globale". Un nuovo quadro multilaterale e "sistema multi-polare" di gestione dei flussi di capitale e debito nazionale viene citato, ma il FMI consiglia un graduale passaggio a questo nuovo equilibrio, piuttosto che un cambiamento repentino.

## Altre proposte

### INTOR
Un'ulteriore proposta in questo senso era stata avanzata dal Premio Nobel per l'economia Ernest Mundell. Essa punta alla costituzione di una moneta “paniere” (basket currency) internazionale, indicata come DEY (dollaro, euro, yen), che dovrebbe essere composta da diverse monete tra quelle oggi dominanti (appunto dollaro, euro, yen), istituita con un percorso istituzionale simile a quello che ha caratterizzato la nascita dell'euro, cioè individuando, in una prima fase di attuazione, bande di oscillazione controllate tra le tre monete aderenti, per poi giungere nella fase finale alla definizione di parità fisse.
L'approdo definitivo dovrebbe essere l'istituzione dell'INTOR, una moneta paniere mondiale basata per il 50% sulle cinque divise più forti (il cui peso verrebbe così ripartito: 22,5 % dollaro USA, 14,5% euro, 7,5% yen, 5,5% sterlina inglese) e per il 50% legata all'oro.
L'INTOR sarebbe sostanzialmente controllato dai paesi con maggior peso economico e ricondotto agli interessi di specifiche nazioni e quindi non sfuggirebbe al Dilemma di Triffin. Inoltre, legare all'oro il 50% di peso nel valore dell'INTOR reintrodurrebbe nel sistema monetario internazionale tutti i problemi legati all'uso di una moneta merce (commodity money) con fluttuazioni del suo valore determinate dall'esterno del mercato monetario.